# 脆蜡蚧属
脆蜡蚧属（学名：Paracardiococcus），也称作角介殼蟲屬，为介壳虫科的一个属。

## 下属物种
本属包括以下物种：
- 楠隱角介殼蟲 Paracardiococcus actinodaphnis Takahashi, 1935